# Фурман, Алла Даниловна
Алла (Аэлита) Даниловна Фурман (9 января 1932, Киев — октябрь 2017, Швейцария) — израильская журналистка и переводчица художественной прозы на русский язык. Пользовалась также псевдонимом Аэлет Бухбин.

## Личная жизнь
Дочь Данила Ильича Фурмана, расстрелянного в 1937 году, и врача Фриды Юдовны Бухбиндер. Супруга и соавтор Рафаила Нудельмана.

## Биография
С 1972 года жила в Израиле, работала программистом в компании «Безек».

## Переводы
В соавторстве с мужем перевела с иврита на русский язык книги израильских писателей:
- Меир Шалев: «Эсав» (роман). «В доме своем в пустыне» (роман). «Русский роман» (роман). «Как несколько дней» (роман). «Мальчик и голубь» (роман). «Фонтанелла» (роман). «Впервые в Библии» (эссеистика). «Дело было так» (повесть). «Секреты обманчивых чудес» (эссе о литературе). «Вышли из леса две медведицы» (роман).  «Текст» — «Книжники» (Москва), 2001—2015.
- А.-Б.Иегошуа: «Путешествие на край тысячелетия» (роман),  «Мосты культуры» (Иерусалим), 2003. «Пять времен года» (роман),  «Текст» (Москва), 2007. «Смерть и возвращение Юлии Рогаевой» (повесть),  «Текст» (Москва), 2008.
- Ш.-И. Агнон: «До сих пор» (роман), 2012,  «Текст» — «Книжники» (Москва). «Под знаком Рыб» (рассказы), 2014,  «Текст» — «Книжники» (Москва). «Путник, зашедший переночевать» (роман), 2016,  «Текст» — «Книжники».
- Давид Гроссман: «Дуэль» (повесть), 2011,  «Книжники» (Москва).
- Ури Орлев: «Беги, мальчик, беги» (повесть), 2012; «Человек с другой стороны» (повесть), 2017,  «Текст» — «Книжники» (Москва).

## Смерть
После смерти мужа покончила с собой: прошла запланированную эвтаназию в швейцарской клинике.